# Agave schottii
Agave schottii är en sparrisväxtart som beskrevs av Georg George Engelmann. Agave schottii ingår i släktet Agave och familjen sparrisväxter.

## Underarter
Arten delas in i följande underarter:
- A. s. schottii
- A. s. treleasei